# Lomatia lawrencei
Lomatia lawrencei är en tvåvingeart som beskrevs av Hesse 1956. Lomatia lawrencei ingår i släktet Lomatia och familjen svävflugor. Inga underarter finns listade i Catalogue of Life.